# Taça Ibérica de Futsal Feminino
A Taça Ibérica de Futsal Feminino era uma competição desportiva que opunha os campeões de Futsal Feminino de Portugal e Espanha. Criada em 1998, só teve 5 edições até agora.

## Campeões
| Época | Campeão                      | Vice-campeão             | Resultado      |
| 1998  | Femesala Elche               | SL Benfica               | ??             |
| 2007  | SL Benfica                   | FSF Móstoles             | 8-9 / 8-6      |
| 2008  | Não se disputou              |                          |                |
| 2009  | Cajasur Deportivo Córdoba    | Restauradores Avintenses | 5–2            |
| 2010  | Não se disputou              |                          |                |
| 2011  | Ponte Ourense FSF            | FC Vermoin Braga         | 9-2            |
| 2012  | Atlético Madrid Navalcarnero | FC Vermoin Braga         | 7-7 (8-7 pen.) |

## Palmarés
| Equipa                       | Campeão | Vice-campeão | Títulos (por ano) |
| ---------------------------- | ------- | ------------ | ----------------- |
| SL Benfica                   | 1       | 1            | 2007              |
| Femesala Elche               | 1       |              | 1998              |
| Cajasur Deportivo Córdoba    | 1       |              | 2009              |
| Ponte Ourense FSF            | 1       |              | 2011              |
| Atlético Madrid Navalcarnero | 1       |              | 2012              |
| FC Vermoin Braga             |         | 2            |                   |
| FSF Móstoles                 |         | 1            |                   |
| Restauradores Avintenses     |         | 1            |                   |